# Saison 6 de New York, unité spéciale
 (mars 2019).
Si vous disposez d'ouvrages ou d'articles de référence ou si vous connaissez des sites web de qualité traitant du thème abordé ici, merci de compléter l'article en donnant les références utiles à sa vérifiabilité et en les liant à la section « Notes et références ».
Chronologie
Saison 5 Saison 7
Cet article, présente la sixième saison de New York, unité spéciale, ou La Loi et l'Ordre : Crimes sexuels au Québec, (Law and Order: Special Victims Unit), qui est une série télévisée américaine.

## Distribution de la saison

### Acteurs principaux
- Christopher Meloni (VF : Jérôme Rebbot) : détective Elliot Stabler
- Mariska Hargitay (VF : Dominique Dumont) : détective Olivia Benson
- Richard Belzer (VF : Julien Thomast) : détective John Munch
- Diane Neal (VF : Laëtitia Lefebvre) : substitut du procureur Casey Novak
- Ice-T (VF : Jean-Paul Pitolin) : détective Odafin Tutuola
- B. D. Wong (VF : Xavier Fagnon) : Dr George Huang
- Dann Florek (VF : Serge Feuillard) : capitaine Don Cragen[1]

### Acteurs récurrents

#### Membres de l'Unité spéciale
- Tamara Tunie (VF : Sylvie Jacob) : médecin-légiste Melinda Warner (épisodes 1, 4, 6, 8, 9, 10, 12, 13, 14, 15, 19, 20, 22 et 23)
- Mary Stuart Masterson : docteur Rebecca Hendrix (épisodes 9, 11 et 12)

#### Substitut du procureur
- Stephanie March : substitut du procureur Alexandra Cabot (épisode 16)

#### Avocats de la défense
- Viola Davis : avocate de la défense Donna Emmett (épisodes 1 et 8)
- Ned Eisenberg : avocat de la défense Roger Kressler (épisodes 1, 5 et 16)
- Margaret Reed : avocate de la défense Felicia Chatham (épisodes 2 et 7)
- Michael Boatman : avocat de la défense Dave Seaver (épisode 3)
- Lauren Vélez : avocate de la défense Shamal (épisode 3)
- J. Paul Nicholas : avocat de la défense Linden Delroy (épisodes 14 et 21)
- Peter Hermann : avocat de la défense Trevor Langan (épisodes 5, 11, 15, 18 et 19)
- Blair Brown : avocate de la défense Lynne Riff (épisode 5)
- Peter Riegert : avocat de la défense Chauncey Zierko (épisode 6)
- Jill Marie Lawrence : avocate de la défense Cleo Conrad (épisodes 6 et 13)
- Barry Bostwick : avocat de la défense Oliver Gates (épisode 14)
- David Thornton : avocat Lionel Granger (épisode 20)

#### Juges
- Peter McRobbie : juge Walter Bradley (épisode 1)
- Sheila Tousey : juge Danielle Larsen (épisodes 1 et 3)
- Tom O'Rourke : juge Mark Seligman (épisodes 2 et 14)
- Philip Bosco : juge Joseph P. Terhune (épisodes 3 et 5)
- Audrie J. Neenan : juge Lois Preston (épisodes 6 et 16)
- Joanna Merlin : juge Lena Petrovsky (épisodes 9, 13, 19 et 21)
- David Lipman : juge Arthur Cohen (épisode 11)

#### NYPD

##### Police scientifique
- Caren Browning : capitaine C.S.U. Judith Spier (épisodes 5, 9, 10, 17 et 18)
- Joel de la Fuente : technicien Ruben Morales (épisodes 10, 13, 14, 15, 18, 19, 21 et 23)
- Mike Doyle : technicien Ryan O'Halloran (épisodes 2, 4, 6, 9, 10, 13, 14, 16, 19, 20 et 21)
- Triney Sandoval : T.A.R.U. technicienne Echevarria (épisodes 5 et 8)
- Adam Kulbersh : technicien Ben Suarato (épisodes 14 et 18)

#### Chef du Bureau
- Judith Light : Elizabeth Donnelly (épisodes 3, 6 et 8)

#### Chef des Détectives
- John Schuck : Muldrew (épisodes 5 et 10)

#### Procureur
- Fred Dalton Thompson : procureur Arthur Branch (épisodes 20 et 23)

#### Entourage de l'Unité spéciale

##### La Famille Stabler
- Isabel Gillies : Kathy Stabler (épisode 21)
- Allison Siko : Kathleen Stabler (épisodes 11, 15 et 21)
- Jeffrey Scaperrotta : Dickie Stabler (épisodes 1, 11 et 14)
- Patricia Cook : Elizabeth Stabler (épisodes 1 et 11)

## Production
La saison comporte 23 épisodes et est diffusée du 21 septembre 2004 au 24 mai 2005 sur NBC.
En France, la série est diffusée du 19 février 2005 au 14 décembre 2005 sur TF1.
Tamara Tunie est revenue en tant que récurrente dans plusieurs épisodes de cette saison.

## Épisodes

### Épisode 1:Copie conforme
- États-Unis /  Canada : 21 septembre 2004 sur NBC / CTV
- France : 19 février 2005 sur TF1

- Ned Bellamy : Peter Carson
- Abigail Breslin : Patty Branson
- David Forsyth : Dr. Stanley Norton
- Leslie Frye  : Mrs. Molina
- Beau Gravitte : Matt Branson
- Camilla Scott : Sarah Branson
- Tobias Segal (en) : Kenneth Pratt
- Lea Thompson : Michelle Osborne

Dans un parc en plein après-midi, Patty Branson, une petite fille, est victime de tentative d'enlèvement et d'agression. L'unité spéciale est chargée de l'enquête et appréhende deux détectives privés: Peter Carson et Kenneth Pratt. Ces derniers ont été engagés par Michelle Osborne pour retrouver sa fille biologique. Celle-ci est appréhendée pour complicité de tentative d'enlèvement et, malgré l'injonction de la juge, harcèle la famille Branson et persiste à dire que Patty est bel et bien sa fille. Malheureusement, le test ADN confirme ses dires: Michelle est bien la mère biologique de Patty. Mais ce n'est pas tout: elle a également eu une autre fille, Anna, qui est morte en même temps que son mari dans un accident de voiture qui a explosé après avoir percuté un camion citerne. Cependant, l'équipe apprend une nouvelle surprenante par la médecin légiste, Melinda Warner: Anna et Patty sont sœurs jumelles, mais elles ont été conçues par une fécondation in vitro, ce qui veut dire que le Dr Stanley Norton, un spécialiste en stérilité, a placé l'embryon de la seconde fille de Michelle dans le corps de Sarah Branson.

### Épisode 2:La Fin du voyage
- États-Unis /  Canada : 28 septembre 2004 sur NBC / CTV
- France : 26 février 2005 sur TF1

- Paul Borghese : officier Tanner
- Gene Canfield : Détective D'Allesandro
- Kim Chan (en) : Monsieur Zhang
- Loren Dean : Roger Baker
- Donnetta Lavinia Grays : officier Ramirez
- Elizabeth Flax : infirmière Carey Hutchins
- James Hong : le propriétaire de l'atelier de misère
- Jack Yang : Ricky Yao
- Sabrina Jiang : Hannah Wu
- Andrew T. Lee : Charlie Ping
- Karen Tsen Lee  : Penny Chen
- Curtis L. McClarin : le douanier
- Ming-Na : Li Mei Wu
- Cindy Lee Moon : Jade
- Jake Robards  : assistant-légiste Cardillo
- Craig Walker : Howard Kendall
- Jenny Wong : Ping Wu
- Aaron Yoo : Tommy

### Épisode 3:La Mauvaise Éducation
- États-Unis /  Canada : 12 octobre 2004 sur NBC / CTV
- France : 26 février 2005 sur TF1

- Jason Antoon : le producteur de l'émission
- Tessa Auberjonois : Docteur Payne
- Lewis Black : B.J. Cameron
- Patrick Costello  : Zero
- Dana Delany : Carolyn Spencer
- Santo Fazio : Giuliano
- Maggie Grace : Jessie Dawning
- Joseph E. Murray : infirmier Olson
- R.J. Reed : Eddie
- Josalin Reyes : infirmière Martinez
- Nestor Serrano : Franco Marquez
- Ricky Ullman : Danny Spencer

### Épisode 4:Jeu de piste macabre
- États-Unis /  Canada : 19 octobre 2004 sur NBC / CTV
- France : 5 mars 2005 sur TF1

- Madison Arnold : Morty Graf
- Remy Auberjonois : Eric Liebert
- Elizabeth Franz : Jeannette Henley
- Doug Hutchinson : Humphrey Becker
- Kevin Ligon : Charles
- Anne Meara : Ida Becker
- Oliver Wadsworth : Rupert Daniel Kilmore
- Alex Wipf : Clive Bremsler

### Épisode 5:La Vérité sous silence
- États-Unis /  Canada : 26 octobre 2004 sur NBC / CTV
- France : 12 mars 2005 sur TF1

- Emma Bell : Alison Luhan
- Marsha Stephanie Blake : Maria
- Jim R. Coleman : Rico
- Keith Jamal Downing : Joseph Eglee
- Neal Lerner : Lawrence Ulman
- John Bedford Lloyd : Mike Tucker
- Cady McClain : Alice McCain
- Christopher Moccia : Larry O'Connor
- Jake Mosser : Luke Delvecchio
- Michael O'Keefe : Ronald McCain
- Amanda Seyfried : Tandi McCain
- Joseph Lyle Taylor : Jamie Barrigan
- Greg Vaccarello : officier Galloway
- Gordon Joseph Weiss : Fred
- Sewell Whitney  : Dean Lyne
- Jarrett Willis : Tony Storr
- Stewart J. Zully : Jeff

Disparue depuis quelques jours, une jeune fille mineure, Tandi, est retrouvée ligotée dans un collège en construction par deux ouvriers. Relayée par les médias, sa disparition démontre qu'elle a été violée par un homme qui a pris le soin d'utiliser du spermicide pour ne pas laisser d'ADN en elle. Très vite, traumatisée et entourée par ses parents dont un beau-père très protecteur, elle désigne son bourreau. Selon elle, il s'agit d'un groupe d'étudiants issus d'une école miliaire, située près du chantier où elle a été agressée sexuellement, qui l'ont violée ensemble. Ces derniers nient les faits mais annoncent à l'unité spéciale qu'elle a bien passé la soirée avec eux à une fête organisée sur le campus. Pourtant, rapidement, l'affaire s'aggrave lorsqu'un journaliste, proche de Stabler, publie la photo de deux d'entre eux à la une d'un journal et les accuse de viol. L'un des présumés coupables, noir, est aussi renversée en pleine rue par des chauffards qui ont voulu venger le viol de Tandi et il est plongé dans le coma... Culpabilisant d'avoir parlé de son cas avec le journaliste en question, afin de faire passer un appel au témoin pour confirmer la version des militaires, Stabler apprend que son ami a eu leurs noms par un autre journaliste féru de scoops. Cependant, en plus de modifier des détails ou les faits sans cesse, le récit de Tandi est sérieusement mis à mal par un épicier qui raconte aux enquêteurs que l'adolescente a acheté de la nourriture chez lui le samedi après-midi tandis qu'une vidéo la montrant en train de faire la fête avec les présumés coupables est à deux doigts d'être diffusée à la télévision, une diffusion aussitôt empêchée par Novak.

### Épisode 6:Sous le masque d'un ange
- États-Unis /  Canada : 9 novembre 2004 sur NBC / CTV
- France : 26 mars 2005 sur TF1

- Ian Bedford : officier Bamford
- P.J. Brown : Billy Turner
- Johanna Day : Leslie O'Hara
- Jordan Garrett : Jake O'Hara
- Jeff Gurner : Dr. Burt Gleason
- Kevin Jiggets : officier Green
- Bruce Kirkpatrick : Malcolm Wolinsky
- Kyle MacLachlan : Dr. Brett Morton
- Kathleen McNenny : Madame Morton
- Novella Nelson : Anne Sciola
- Gary Werntz : juge Donald Harris

Pendant un goûter d'anniversaire, Henri Morton, un petit garçon âgé d'environ 12 ans, a brusquement disparu. Jake O'Hara, un petit garçon voisin âgé de 13 ans, raconte à l'unité spéciale que Billy Turner, un pédophile, traînait dans le coin. Sauf que ce dernier ne connait pas l'enfant. Grâce au chien qui a flairé une piste, le corps d'Henri est retrouvé dans une ruelle sous un tas d'ordures, mais sans vie. L'autopsie révèle que des cailloux Colorado ont été enfoncés dans sa gorge et qu'il est mort d'asphyxie. Par ailleurs, l'ADN trouvé sur ces graviers correspond à celui de Jake qui a laissé une empreinte sur sa cannette. Le jeune garçon fait croire qu'au camp disciplinaire de Rhinebeck, il a été torturé et mutilé par les autres garçons.

### Épisode 7:L'Insoutenable
- États-Unis /  Canada : 16 novembre 2004 sur NBC / CTV
- France : 19 mars 2005 sur TF1

- William H. Burns : officier Robbins
- Shannon Cochran : Cindy Cramer
- Holliston Coleman : Melanie Cramer
- Michael Cullen : détective Stu MacKenzie
- Emilio Del Pozo : capitaine ESU Claros
- Christopher Durham : Carl Buchman
- Elizabeth Flax : infirmière Carey Hutchins
- Munson Hicks : révérend Tucker
- Kevin Jiggets : officier Green
- Jeff Kober : Abraham Ophion / Eugene Hoff
- Peter Maloney : avocat de la défense Geoffrey Downs
- Bruce Norris : Reggie
- John Ortiz : officier Zermeño
- Ali Reza : docteur Rohit Mehta
- Laura Sametz : Simone Buchman

### Épisode 8:Parole contre parole
- États-Unis /  Canada : 23 novembre 2004 sur NBC / CTV
- France : 21 septembre 2005 sur TF1

- Billy Campbell : Ron Polikoff
- Jeffrey Carlton : Justin Wexler
- Maureen Flannigan : Louise
- Wynter Kullman : Jenny West
- Carolyn Miller : Sophie Polikoff
- Lou Sones : Ned
- Shannyn Sossamon : Myra Denning
- Mariette Hartley : Avocate Lorna Scarry

Myra Denning, une jeune étudiante des beaux arts, est victime de viol par son professeur, Ron Polikoff. Lorsqu'Olivia Benson et Elliot Stabler interrogent les deux concernés pendent leurs examens, ces derniers racontent à peu près la même histoire, mais s'accusent l'un l'autre de s'être mutuellement blessés. Plus tard, le second inspecteur raccompagne la jeune femme jusque chez elle, car malgré avoir demandé une voiture de patrouille, celle-ci n'arrivera pas avant une bonne heure. Melinda Warner, la médecin légiste, a découvert deux spermes différents sur la culotte de Myra: celui de Ron et d'un inconnu. Il est ensuite révélé que le second échantillon est celui de Justin Wexler, l'actuel compagnon de la victime. Jenny West, la compagne de Ron et l'hébergeuse de Myra, défend l'homme qu'elle aime, car elle est convaincue que ce n'est pas un violeur. 

### Épisode 9:Proies fragiles
- États-Unis /  Canada : 30 novembre 2004 sur NBC / CTV
- France : 26 mars 2005 sur TF1

- Adara Almonte : Gina Kownacki
- Paul Borghese : officier Tanner
- Justine E. Boyriven : Samantha Traber
- Geneva Carr : Margo Sanders
- Natalie Carter : Nurse Cathy
- Ward Horton : Alan Richter
- Mary Stuart Masterson : Dr. Rebecca Hendrix
- Becki Newton : Colleen Heaton
- Hettienne Park : Annie
- Angela Pietropinto : Madame Mathers
- Amanda Plummer : Miranda Cole
- Joselin Reyes : ambulancier Martinez
- Dallas Roberts : Thomas Mathers
- Casey Spindler : Raymond Ettinger
- Greg Vaccarello : officier Galloway

### Épisode 10:Parole donnée
- États-Unis /  Canada : 7 décembre 2004 sur NBC / CTV
- France : 19 mars 2005 sur TF1

- Jeanetta Arnette : Sandra Knowles
- Nicholas Gonzalez : détective Mike Sandoval
- Francis Jue : Dr. Fong
- Ralph Lucarelli : Gus
- Georgienne Millen : Paula Beeman
- Joseph E. Murray : ambulancier Olson
- Emma Myles : Lizzie Jones
- Kevin Nagle : Joey Bosco
- Kevin Pinassi : Vance Dennis
- Tijuana Ricks : Dr. Marnie Aiken
- Gene Silvers : T.D. Beeman
- Jeffery V. Thompson : Fat Tony
- Ernest Waddell : Ken Randall

### Épisode 11:La Fin de l'innocence
- États-Unis /  Canada : 11 janvier 2005 sur NBC / CTV
- France : 5 octobre 2005 sur TF1

- Courtney Taylor Burness : Danielle Pellegrino
- Laura Kai Chen : Docteur Sanada
- Mariah Fresse : Nicole Van Houten
- Zach Gilford : Kevin Wilcox
- Daniel Hugh Kelly : Mark Dobbins
- Maggie Kiley : Terry Van Houten
- David Lansbury : Larry Purcell
- Rebecca Lowman : Julie Dobbins
- Mary Stuart Masterson : Docteur Rebecca Hendrix
- Jennette McCurdy : Holly Purcell
- Caitlin Muelder : Donna Pellegrino
- Joseph E. Murray : infirmier Olson
- Joselin Reyes : ambulancier Martinez
- Angela Robinson(IV) : Mrs. Wheeler
- Pamela Holden Stewart : Sonya Purcell
- Jo Twiss : Infirmière Roehrich

À l'hôpital, en examinant une fillette, Holly, après un accident de voiture qui a également blessé ses parents, des médecins tentent de la déshabiller pour voir si elle est touchée mais celle-ci se débat contre eux. Appelés par la psychiatre Rebecca Hendrix car une infirmière a pu constater que son hymen a été déchiré, Benson et Stabler désirent effectuer une colposcopie pour voir si elle a bien été violée. Comme ses parents sont inconscients, le substitut du procureur Novak parvient à obtenir une autorisation pour cela. Rassurée par la présence de Stabler à ses côtés, Holly accepte d'être examinée. Elle a bien été violée. Pourtant, alors que son père leur assure qu'elle s'est blessée entre les jambes pendant qu'elle faisait du vélo, la petite fille insinue à Benson que quelqu'un l'a bien agressée sexuellement tout en la menaçant de la tuer si elle le dénonce. De plus, elle lui confie que ce dernier s'est vanté d'avoir tué un autre enfant, porté disparu depuis, une certaine Laura Swift. Terriblement horrifiée et paniquée, elle refuse donc de dénoncer son violeur. Avec l'accord de ses parents, le docteur Hendrix parvient à en dire davantage en la faisant dessiner son quotidien à travers des dessins reproduisant sa famille, ses voisins, les Dobbins, ou bien le terrain de sport à Manhattan sur lequel elle fait du foot. Par ailleurs, le stade est également utilisé par une équipe de rugby dont le coach, son voisin Mark Dobbins, est également son professeur de gym. En enquêtant parmi les autres enseignants d'Holly, l'un d'entre eux leur explique qu'elle a souvent mal au ventre et l'infirmière leur précise qu'elle se mutile pour échapper aux cours de sport. De son côté, en la questionnant sur ses croquis, Hendrix réussit à rassurer Holly lorsqu'elle commence à pleurer devant celui de son bourreau se trouvant sur le stade d'EPS. Elle lui souffle le nom de son agresseur : Mark Dobbins.

### Épisode 12:Identité intime
- États-Unis /  Canada : 18 janvier 2005 sur NBC / CTV
- France : 2 avril 2005 sur TF1

- John Bolger : Clark Stanton
- Marilyn Dobrin : Betty
- Michael Ray Escamilla : Hector Ramirez
- Peter Firth : Dr. Preston Blair
- Donnetta Lavinia Grays : officier Ramirez
- Mary Stuart Masterson : Docteur Rebecca Hendrix
- Reiley McClendon : Logan et Lindsay Stanton
- William Paulson : Agent McCloskey
- Cheryse Nicol Pickens : Tiny
- Denise Ramirez : Claudia Hernandez
- Alessandra Ramos as Carmen
- Ron Scott : Jerry Delvecchio
- Hilary Bailey Smith : Amelia Stanton
- Charlayne Woodard : Sœur Peg

Un inconnu, Luis Vega, a été projeté du toit d'un building sur une voiture occupée par deux quidams. Appelés sur place, Benson et Stabler remarquent que ses poches sont remplies de billets de banque et que son pantalon est baissé tandis que Warner leur annonce que son pénis comporte des morsures profondes. Connu de l'unité spéciale pour une histoire de viol avortée en raison d'une plainte abandonnée, ce dernier a violé une jeune femme mais celle-ci a pris peur et l'a donc retirée. Or, soupçonnée de l'avoir tué, elle leur raconte qu'elle a voulu appartenir à son gang où les jeunes recrues doivent participer à des gang-bang pour devenir membres. Au bout de ses forces, elle a repoussé le défunt qui l'a aussitôt violée près de chez elle. Deux d'entre elles, mineures, se vantent auprès de Benson et Stabler de mener la belle vie auprès de ce groupe et d'avoir couché avec ces proxénètes qui s'avèrent payer des SDF pour qu'ils fouillent les poubelles pour qu'ils leur ramènent des factures ou du courrier pour faire du trafic de faux papiers d'identités. Proche de Stabler, qui recherche une sans-abri sourde et muette qui était la favorite du mort, sœur Peg la lui présente ainsi qu'à Benson mais, avoir clamé son innocence alors qu'ils suspectent un cas de légitime défense, elle s'enfuit par peur de représailles. Plus tard, elle est retrouvée morte dans le refuge pour SDF. Témoin du meurtre, sœur Peg les guide vers un criminel du gang qui porte un tatouage sur le bras gauche. Retrouvé près du lieu du crime, il est rapidement arrêté pour avoir fait taire la handicapée. Dès lors, ce réseau de prostitution et de trafic est démantelé car les responsables, dont les deux mineures, sont inculpés. Mais le responsable de la mort de Vega court toujours. En inspectant le toit où quelqu'un (un homme selon l'ADN) lui a fait une fellation avant de le pousser dans le vide, Fin et Stabler aperçoivent un graffiti encore frais ainsi qu'une signature à l'intérieur. Curieux, ils se renseignent auprès d'une brigade anti-tags qui leur apprend que les initiales appartiennent à un adolescent huppé connu pour son street art, un certain Logan Stanton.

### Épisode 13:Les Fantômes du passé
- États-Unis /  Canada : 25 janvier 2005 sur NBC / CTV
- France : 6 avril 2005 sur TF1

- Bill Buell : Terry Ronsen
- Suzanne Grodner : Lynne Ronsen
- Julie Lund : Kimber Faulk
- Angelica Page : Julie Brinn
- Kathryn Rossetter : Vivian Tate
- John Savage : Lucas Briggs
- Terry Serpico : Deacon Brinn
- Michael Shannon : Avery Shaw

### Épisode 14:Jeu interdit
- États-Unis /  Canada : 8 février 2005 sur NBC / CTV
- France : 7 septembre 2005 sur TF1

- Geoffrey Arend : le créateur du jeu vidéo
- John Braden : Mr. Lane
- Matthew Faber : Stuart Davis
- Seth Gabel : Garrett Perle
- Jojo Gonzalez : Eddie Shaw
- Joseph Kamal : officier Tony Nasreddin
- Adam Kulbersh : technicien TARU Ben Suarato
- Trisha LaFache : Louise Karnaki
- Robert Montano : Raul Menendez
- Lenore Pemberton : lieutenant Katie Moore
- Mam Smith : Melody Quinn
- Asa Somers : Craig Vattic

Alors qu'elle téléphone à son maquereau, une prostituée est soudainement renversée par une voiture de sport. Arrivés sur place, Stabler et Fin sont choqués de voir un crime aussi violent. En effet, elle a été traînée sur le bitume avant d'être violée puis perforée avec un objet pointu tel un tournevis. Leur seul indice est un appel passé par un inconnu dans une cabine téléphonique située dans un autre quartier loin de la scène de crime. En l'écoutant, ils remarquent tout de suite que le quidam utilise un argot de policier pour alerter la police. En inspectant la cabine de téléphone, théorisant qu'un flic a lui-même appelé des renforts sans s'identifier, l'unité spéciale décèle une empreinte fraîche appartenant à un agent engagé dans la lutte contre le terrorisme. Or, par peur de caboter sa mission consistant à écouter un probable terroriste, sa supérieure refuse qu'il raconte ce qu'il a entendu. Après avoir vu les photos insoutenables du cadavre de la victime, elle donne son accord en échange d'une faveur : son témoin ne témoignera pas lors du futur procès du meurtrier et sa bande audio ne sera pas utilisée. Résolu à retrouver le tueur, Cragen abdique. En écoutant l'enregistrement de l'agence antiterroriste, qui s'est déroulé près du lieu où la prostituée a été violée et meurtrier, l'unité spéciale décèle une voix d'un jeune homme en train de prendre du plaisir en la tuant. En remontant jusqu'au proxénète qui a dialogué avec la défunte au téléphone, Fin et Stabler obtiennent son identité : Melody Quinn. Malheureusement, même si son violeur a laissé des fluides en elle, tous ses clients, des hommes d'affaires ou mariés, refusent de collaborer avec la police et personne ne possède de voiture de sport. En d'autres mots, faute d'indices concrets, l'affaire est dans une impasse. Au bureau, Stabler remarque que son fils Dickie observe les photos de la victime et ce dernier lui sous-entend qu'il a déjà vu cette mise à mort dans un jeu vidéo ultraviolent. En y jouant sous ses yeux, Stabler et son équipe comprennent que le coupable a reproduit ce passage, où un homme renverse une femme avant de la tabasser et dérober pour remporter de l'argent, dans la réalité sans se soucier de la vie de Melody. Son autopsie démontre également qu'elle a été mutilée avec des talons aiguilles et, en analysant les fonds sonores de l'enregistrement, une voix féminine se fait entendre sur leur preuve audio. Il s'agit donc d'un couple responsable du massacre de Melody.
Mais leur affaire se complique lorsque le créateur du jeu vidéo leur révèle qu'un de ses collègues l'a modifié pour proposer une scène reproduisant sa mort en dévoilant un détail que seul l'unité spéciale : le coupable a arraché son chemisier. Le concepteur met les enquêteurs sur la piste d'un d'entre eux, Stu, qu'il a renvoyé car il incluait des éléments pervers dans le jeu. Interrogé, il nie avoir recrée le meurtre mais ses mails prouvent le contraire. Quelqu'un lui demande de le faire tout en se vantant d'avoir tué Melody. Grâce à l'adresse IP de son interlocuteur, il est identifié et la police débarque chez lui où elle met la main sur le porte-monnaie de la prostituée. En outre, sa voiture de sport comporte des traces de son sang sur les phares. Malheureusement, l'unité spéciale découvre son cadavre en bas d'un immeuble. Il s'est suicidé... Il s'avère pourtant que le couple de tueurs court toujours et qu'il est incapable de discerner le monde du réel et le virtuel.
- commentaire : Dans cet épisode, le suspect s'adresse à Fin en lui disant qu'il a fait partie des marines, une branche de l'US Navy. Or, Fin a fait partie des rangers, qui est une branche de l'US Army, comme il le dit dans plusieurs épisodes.

### Épisode 15:Flirt avec la mort
- États-Unis /  Canada : 15 février 2005 sur NBC / CTV
- France : 12 octobre 2005 sur TF1

- Alex Cranmer : Dr. Derek Tanner
- Shana Dowdeswell : Melissa
- Michael Drayer : Nicky Sims
- Jessica Dunphy : Allison Downey
- Shuler Hensley : Mr. Downey
- Janae Kram : Lisa Downey
- Shalonne Lee : Laura
- Matt Malloy : Max Long
- Ivan Martin : Jerome
- Annie McGreevey : Mrs. Downey
- Hayden Panettiere : Angela Agnelli
- Aaron Staton : Andy Wall
- Peter Vack : Owen
- Sharon Washington (de) : Jenny Anderson
- Tiffany Westlie : Brandi

En observant les étoiles avec leurs télescopes, un petit garçon désobéit à son professeur et, voulant mater une jeune femme nue à sa fenêtre, découvre le corps d'une inconnue sur le toit d'un autre immeuble. Appelés sur place, Benson, Stabler et Warner remarquent qu'elle porte une robe de luxe, qu'elle a la culotte baissée tandis que quelqu'un lui a défoncé le crâne avec un objet contondant. Surtout, ils parviennent à l'identifier grâce à son permis de conduire. Il s'agit d'une adolescente qui s'appelle Allison Downey. Or, alors que Stabler et Benson apprennent le décès à sa mère, elle débarque chez elle, bien vivante. Interrogée, elle confie aux enquêteurs qu'elle a prêté sa carte de licence à sa cousine de 15 ans, Lisa, pour qu'elle sorte en boîte avec son petit ami. Identifiée à la morgue par son père veuf, celui-ci s’effondre et confirme qu'elle est bien sa fille. Très vite, il leur confesse qu'il ne connaissait pas bien sa fille car il est routier et qu'elle était distante depuis la mort de sa mère. De son côté, la principale de son collège explique aux enquêteurs qu'elle faisait partie d'un groupe de collégiennes, mené par sa meilleure amie Angela, qui portait des bracelets colorés qui, en fonction des différentes couleurs, signifiaient ce qu'elles recherchaient sexuellement auprès des garçons.Aussitôt contacté par le technicien Morales de l'unité spéciale, le duo de flics découvre que son portable a été détruit et caché sur la scène de crime. Il contient la preuve que Lisa était inscrite sur un site de rencontres où elle se dénudait et chattait avec d'autres jeunes hommes tout en les allumant. Proche de Lisa, Angela les met sur la piste de son petit ami majeur. Malgré le fait qu'il lui a donné un coup de poing dans l’œil car elle s'envoyait en l'air avec d'autres adolescents, il est libéré car son alibi est solide. De fait, comme d'autres filles de son âge comme Angela, elle couchait avec eux sans utiliser de préservatifs. Dès lors, comme leur apprend Cragen et Warner, elle était séropositive et elle a pu contaminer tous ses amants d'un soir. En inspectant cette liste établie par Warner, afin de savoir s'ils ont été infectés par le VIH, Stabler remarque que l'ex de sa fille Kathleen a couché avec elle. Déstabilisé, elle le rassure en lui disant qu'il l'a plaquée bien avant qu'ils ne passent à l'acte. En fouillant sa chambre dans la maison de son père, qui apprend avec stupéfaction qu'elle a attrapé le VIH, Benson et Stabler s'aperçoivent qu'elle gagnait bien sa vie et qu'elle collectionnait les vêtements de luxe. De plus, elle prenait des médicaments, cachés dans un sac de magasin, contre le virus prescrits par un certain docteur Tanner. Questionné sur son rapport avec elle, il affirme qu'il lui a bien donné un traitement pour être en forme mais, protégé par le secret confidentiel, qu'il ne peut pas leur dire qui elle a pu contaminé et qui lui a transmis la maladie sans l'autorisation de son père. En se rendant dans la boutique dont le sachet a été retrouvé chez elle, ils se rendent compte que la robe qu'elle portait lors de son meurtre a bien été achetée ici comme le prouve la caméra de surveillance. La vidéo en question la montre en train de l'essayer avant de rejoindre la réserve avec le manager, Brian, avant qu'ils ne reviennent ensemble à la caisse. Stupéfaits, une vendeuse leur souffle qu'il y est actuellement et ils surprennent Angela en train de lui faire une fellation...

### Épisode 16:La Menace du fantôme
- États-Unis /  Canada : 22 février 2005 sur NBC / CTV
- France : 26 octobre 2005 sur TF1

- Natascia Diaz : Mrs. Delgado
- Maury Ginsberg : assistant médecin-légiste Fielding
- Nicholas Gonzalez : détective Miguel "Mike" Sandoval
- Mickey Kelly : Doyle Shanahan
- Stephanie March : Alexandra Cabot
- Brian F. O'Byrne : Liam Connors
- Ali Reza : Docteur Rohit Mehta
- Mitch Pileggi : agent Jack Hammond
- Lori Prince : Patty Kerner
- Joselin Reyes : ambulancier Martinez
- Millie Tirelli : Elvira Castilla
- Reymond Wittman : Antonio Montoya

Une jeune femme est retrouvée nue, torturée et égorgée dans une réserve sur son lieu de travail. Son mari est retrouvé ligoté, torturé  et égorgé à leur domicile. Ces meurtres semblent participer d'une affaire de blanchiment d'argent avec des trafiquants colombiens. Une piste les mène a une famille qui a été abattue. Seul survivant de ce massacre, un enfant qui a été touché par balle a la tête. L'analyse des balles révèle un lien avec le "meurtre" du substitut du procureur Alexandra Cabot.

### Épisode 17:Bras de fer
- États-Unis /  Canada : 1er mars 2005 sur NBC / CTV
- France : 14 septembre 2005 sur TF1

- Anthony Inneo : Antoine
- Ashley Lopez : Emily Barrington
- Matthew Modine : Gordon Rickett
- Anne Pitoniak : Mrs. Larson
- Barbara Rosenblat : infirmière
- Michele Santopietro : Linda Cusick

### Épisode 18:Virginité fatale
- États-Unis /  Canada : 8 mars 2005 sur NBC / CTV
- France : 31 août 2005 sur TF1

- David Deblinger : Harlan Beaumont
- Nicole Guidetti : Bernadette
- Marianne Hagan : Mrs. Sellers
- Adam Kulbersh : Détective Ben Suarato
- Mary Mara : Carlene Ballentine
- Ben Mostyn : officier Kivlahan
- Dina Pearlman : Mindy Mayhern
- Luke Roberson : Jake Ostrander
- Martin Short : Sebastian Ballentine / Henry Palaver
- Taylor Spreitler : Chloe Sellers
- Charlayne Woodard : Sœur Peg

### Épisode 19:Coupables d'amour
- États-Unis /  Canada : 29 mars 2005 sur NBC / CTV
- France : 28 septembre 2005 sur TF1

- William H. Burns : Officier Robbins
- Stephanie Cozart : Marissa Tatro
- Jon Foster : Justin Sharp
- Stephen Gregory : Docteur Beresford
- Glenne Headly : Simone Bryce
- Saundra McClain : la principale
- Cathy Moriarty : Denise Eldridge
- Danielle Panabaker : Carrie Lynn Eldridge

### Épisode 20:Ténèbres(1repartie)
- États-Unis /  Canada : 3 mai 2005 sur NBC / CTV
- France : 7 décembre 2005 sur TF1

- Kirk Acevedo : inspecteur Hector Salazar
- Marlyne Barrett : Sarah Miller
- Bradley Cooper : avocat Jason Whitaker
- Geoffrey Ewing : Agent Tim Harriman
- Lou Ferguson : Mr. Beauclaire
- Angela Lansbury : Eleanor Duvall
- Anya Migdal : Nina Zergin
- Alfred Molina : Gabriel Duvall
- Rita Moreno : Mildred Quintana
- Bebe Neuwirth : substitut du procureur Tracey Kibre
- Stelio Savante : Milan Zergin

### Épisode 21:Violence familiale
- États-Unis /  Canada : 10 mai 2005 sur NBC / CTV
- France : 2 novembre 2005 sur TF1

- Sidné Anderson : Deirdre Bathurst
- Réal Andrews : sergent Ray Crawford
- Sanjit De Silva : docteur
- Melinda Dillon : Jenny Rogers
- Christine Elise : Carol Rogers
- Elizabeth Flax : infirmière Carey Hutchins
- Brian Gant : Jake Lumet
- Lauren Hodges : Samantha Beavans
- Judith Ivey : l'avocate de Jenny
- Rafael Sardina : Naldo
- Matt Schulze : Kevin Rogers

A la sortie d'une boîte de nuit, Samantha, une jeune mère de famille, est violée et tabassée par deux agresseurs encapuchonnés qui lui volent sa voiture. En fuyant, l'un des deux balance son bébé de 9 mois du véhicule mais, protégé par son siège auto, il est indemne. Hospitalisée avec son enfant, alors que Benson et Stabler s'apprêtent à l'interroger, Samantha fuit avec son enfant mais les enquêteurs parviennent à la stopper. De plus, les médecins ont retrouvé des opiacées dans le sang du bébé. Dépendante aux antidouleurs, Samantha l'a empoisonné en lui donnant le sein... Les images de surveillance indiquent qu'elle connaissait ses agresseurs et, en échange d'une cure de désintoxication que lui propose l'unité spéciale pour pouvoir récupérer son bébé, elle leur livre le nom de son dealer et violeur, Jake Lumet. Elle ne connait pas le second agresseur. Lumet est arrêté chez lui alors qu'il fait une overdose aux analgésiques. Renseignés par le voisinage, les enquêteurs mettent la main sur ces médicaments prescrits par une certaine Jenny Rogers. Jenny soigne une maladie par des antidouleurs. Sénile et perdue à mendier dans la rue, elle sous-entend qu'elle a été agressée et que Lumet; qu'elle reconnait sur une photo parmi d'autres hommes, a volé ses cachets. Or, à son réveil à l'hôpital, celui-ci déclare qu'il l'a payée pour se les procurer... Par ailleurs, dans la voiture de Samantha retrouvée dans un terrain vague, les techniciens de l'unité spéciale détectent un sachet d'analgésiques qu'un des deux agresseurs a fait tomber en s'échappant... En les comparant à ceux de Lumet, les enquêteurs remarquent qu'ils proviennent de deux médecins différents. Afin de tirer cette histoire au clair, Jenny Rogers, son fils Kevin et sa belle-fille Carol sont convoqués pour qu'elle s'explique pour les aider à savoir s'il s'agit d'un simple vol ou d'un trafic de drogues. Entourée de ses deux proches, la version de Jenny devient confuse et elle ne sait plus si quelqu'un l'a attaquée pour la dérober ou non... Cependant, en inspectant et zoomant la vidéo d'une caméra de surveillance de la boite de nuit qui a filmé l'agression, l'unité spéciale remarque que le second assaillant a des ongles vernis, c'est une femme. Émue en pensant qu'elle a failli tuer son bébé en le jetant par la voiture, Samantha la désigne. Il s'agit de Carol. Malheureusement, au moment de procéder à son arrestation, Benson et Stabler arrivent trop tard : elle a été poignardée et sa belle-mère a disparu. Un détail les frappe en fouillant l'appartement : il semble qu'elle vivait dans un placard et qu'elle est donc victime de maltraitance...
Pendant ce temps, du fait des opiacées dilués dans son sang, le bébé de Samantha est mort d'une pneumonie. De son côté, Stabler doit faire face à l'arrestation de sa fille mineure Kathleen pour conduite en état d'ivresse, ce qui risque de la mettre en prison pour délit grave. Bouleversé, il est prêt à enfreindre la loi pour la protéger et lui éviter d'être emprisonnée. 

### Épisode 22:La Vie en morceaux
- États-Unis /  Canada : 17 mai 2005 sur NBC / CTV
- France : 23 novembre 2005 sur TF1

- Cherita Armstrong : Anne McGovern
- Amir Arison : Dr. Ghupta
- Reathel Bean : Kidney Patient
- Alex Burns : Mark Mogan
- Kevin Carroll : James McGovern
- Stephanie Feyne : Patricia
- Marc Grapey : Russ Bianco
- Glenn Kessler : Leon Shragewitz
- Michael Lombard (en) : le chirurgien orthopédique
- Marlee Matlin : Amy Solwey
- John Ottavino : Dr. Robert Swann
- Joan Rosenfels : Doris Combs
- Stewart Steinberg : chef Butcher
- Donald Symington : Edward
- Isiah Whitlock Jr. : le représentant NTCC
- Tyler James Williams : Kyle McGovern

Dans une casse auto, la tête, une jambe et un bras d'une femme ont été retrouvés dans la carcasse d'une voiture. Ces membres ont été découpés par un professionnel. Une prothèse au genou permet de l'identifier. Au cours de l'enquête, les inspecteurs découvrent qu'elle était blessée de guerre et était devenue toxicomane. Elle en était venue à se prostituer pour payer sa drogue et son petit ami, Léon Shragewitz, un juif très pratiquant, avait tout découvert. Il avoue qu'ils se sont disputés et, fou de rage, il l'a poussée dans les escaliers du métro. Son corps fut découvert par un agent du métro, la nuque brisée mais non démembré. 

### Épisode 23:Effets secondaires
- États-Unis /  Canada : 24 mai 2005 sur NBC / CTV
- France : 14 décembre 2005 sur TF1

- Jon Bernthal : Sherman Hempell
- Stuart Burney : Koehler
- John Dossett : capitaine/docteur Paul Trainer
- Julian Gamble : Colonel Gage
- Brian Hutchison : officier Wes Myers
- Reginald James : Officier Galetta
- Amy Landecker : Jamie Callahan
- Ronni Lieberman : capitaine Barbara Pierce
- R.E. Rodgers : officier Tommy Callahan
- Gina Tognoni : officier Kristen Vaill
- William Ulrich : Anthony Myers

Effrayée de perdre l'enfant qu'elle porte, une femme enceinte contacte Benson et Stabler pour les alerter sur les violences conjugales que lui inflige son époux, Tommy Callahan, un policier paranoïaque et agressif. Elle leur apprend également que sa partenaire est au courant de son comportement brutal mais qu'elle n'a rien fait pour la protéger. Ils sont interrogés séparément. Callahan nie les faits et accuse son épouse de vouloir se venger de lui en l'accusant de faits graves car il a eu une aventure avec une inconnue.Sa collègue explique à Benson qu'elle n'a pas encouragé sa conjointe à porter plainte contre lui car elle a besoin de son salaire pour vivre et nourrir leur futur bébé. Elle lui dit également que Callahan a changé depuis qu'il est revenu d'Afghanistan où il a combattu. Faute de preuves, Callahan est relâché. Sa supérieure vient le récupérer et lui impose des congés forcés sans son arme à feu. Soudainement, il l'attaque sauvagement et la frappe avant d'être immobilisé par l'unité spéciale. Juste après, celle-ci est appelée sur une prise d'otages où un autre policier, Wes Myers, a tenté de violer sa femme avant de l'abattre froidement. Pendant que son collègue tente de le raisonner depuis l'extérieur de sa maison où il tient des propos incohérents, son petit garçon le voit en plein délire et lui demande où est sa mère. Comprenant qu'il l'a tuée, il se tire une balle dans la tête sous les yeux de son fils en pleurs. Il ne meurt pas et est plongé dans le coma. Pour l'unité spéciale, les deux affaires sont liées car les deux officiers de police sont devenus, du jour au lendemain, fous et dangereux envers leur femme. L'un comme l'autre ont été réservistes en Afghanistan mais Myers est parti plus tard que Callahan avant de revenir très vite en Amérique. De plus, Myers est poursuivi en cour martiale pour lâcheté car il n'aurait pas exécuté un ordre. Après avoir interrogé Callahan, qui lui décrit ses cauchemars, hallucinations ou envies suicidaires, le Dr Huang déduit qu'il ne souffre pas de syndrome post-traumatique dû à la guerre mais qu'il a été, sans doute comme Myers, exposé à une sorte de toxine qui empoisonne le cerveau. L'unité spéciale se rend à leur base militaire pour questionner un médecin ou leur général, mais l'armée a l'interdiction de divulguer leurs dossiers médicaux. Que ce soit les militaires, le juge-général ou le Pentagone, ils se renvoient tous la balle pour les empêcher d'avancer dans leur enquête.